# PyGTK
PyGTK è un modulo Python per gestire interfacce grafiche usando le librerie GTK+. PyGTK è software libero e pubblicato sotto licenza GNU Lesser General Public License (LGPL).

## Esempio
```
import
 
gtk

def
 
button_pressed_cb
(
button
):

    
print
 
"Hello again - the button was pressed"

window
 
=
 
gtk
.
Window
()

window
.
set_title
(
"Hello World!"
)

button
 
=
 
gtk
.
Button
(
"Press me"
)

button
.
connect
(
"clicked"
,
 
button_pressed_cb
)

window
.
add
(
button
)

window
.
show_all
()

gtk
.
main
()

```

Questo esempio crea una finestra GTK+ intitolata "Hello World!". La finestra contiene un bottone con il testo "Press me." Quando si clicca sul bottone, nella console appare il testo "Hello again - the button was pressed".

## Utilizzo
PyGTK è utilizzato in molte applicazioni tra le quali:
- Anaconda, installer di Fedora e altre distribuzioni derivate
- Deluge, client BitTorrent
- Emesene, client di messaggistica istantanea per il protocollo MSN
- Exaile, riproduttore musicale
- Flumotion
- Gwibber, client per vari social network
- Odoo, sistema ERP e CRM
- PiTiVi, editor video
- BleachBit, software per a pulizia dello spazio disco, la protezione della privacy, e l'ottimizzazione delle prestazioni del computer

## Sviluppo
Il team di sviluppo conta attualmente di sei persone tra cui James Henstridge, l'autore originario di PyGTK e noto sviluppatore GNOME. Gli sviluppatori si incontrano solitamente su IRC nel canale #pygtk sul server irc.gnome.org.